# Vlădești (Argeș)
Vlădești è un comune della Romania di 3 185 abitanti, ubicato nel distretto di Argeș, nella regione storica della Muntenia.
Il comune è formato dall'unione di 2 villaggi: Vladesti de Jos e Vladesti de Sus.